# Ленжер, Бенце
Бенце Ленжер (венг. Lenzsér Bence; 9 апреля 1996, Мишкольц, Венгрия) — венгерский футболист, защитник клуба «Пакш».

## Клубная карьера

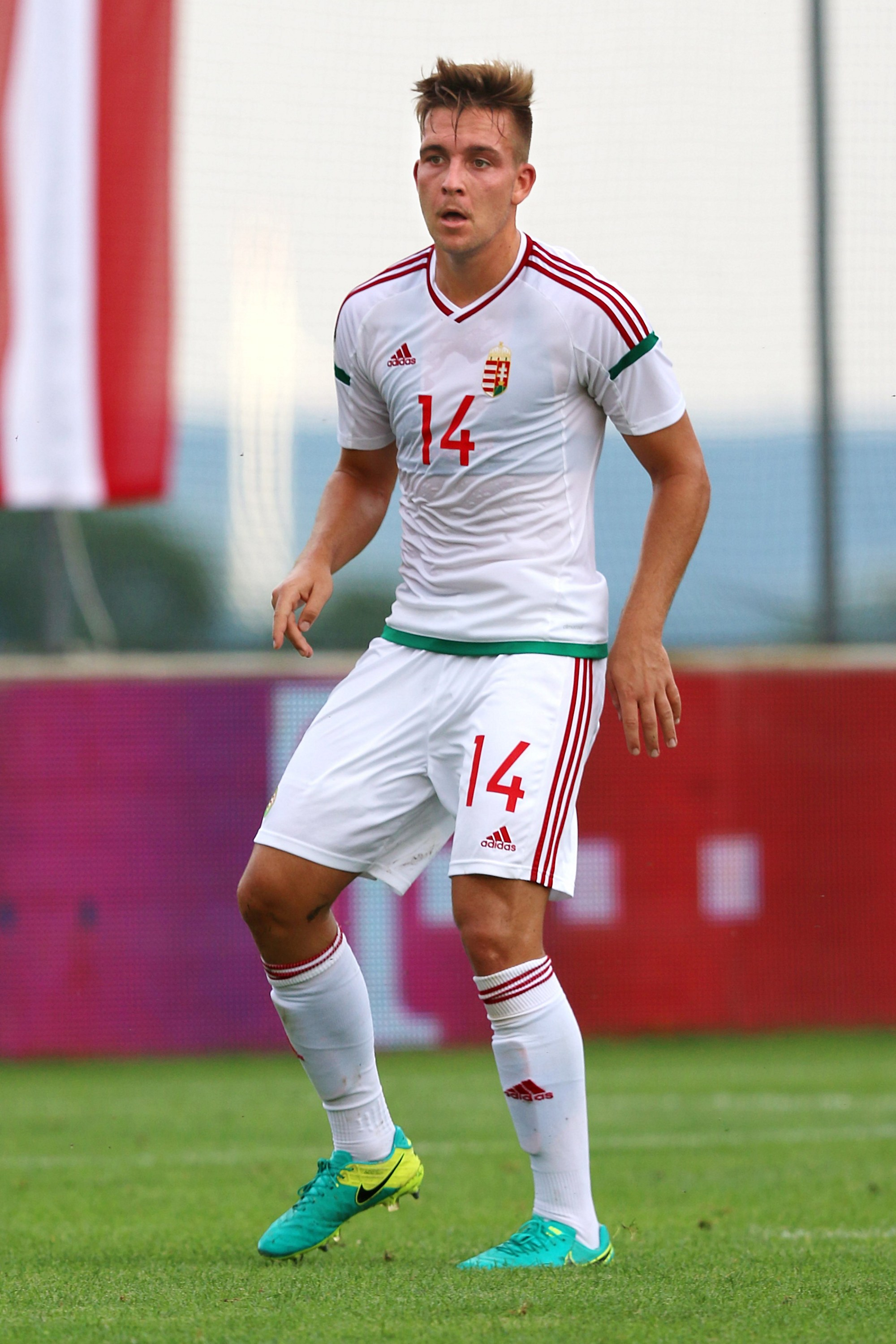
Ленцер в составе юношеской сборной Венгрии

Ленжер — воспитанник клуба «Дьёр». 16 сентября 2014 года в матче Кубка Венгрии против «Дьирмота» он дебютировал за основной состав. В начале 2015 года Бенце перешёл в «Пакш». 11 апреля в матче против «Печа» он дебютировал в чемпионате Венгрии. 21 ноября в поединке против «Халадаша» Ленжер забил свой первый гол за «Пакш».

## Международная карьера
В 2014 году в составе юношеской сборной Венгрии Ленжер принял участие в домашнем юношеском чемпионате Европы. На турнире он принял участие в матчах против команд Португалии и Израиля.
В 2015 году в составе молодёжной сборной Венгрии Ленжер принял участие в молодёжном чемпионате мира в Новой Зеландии. На турнире он сыграл в матчах против команд Северной Кореи, Бразилии и Сербии.